# Boletina subtriangularis
Boletina subtriangularis är en tvåvingeart som beskrevs av Polevoi och Hedmark 2004. Boletina subtriangularis ingår i släktet Boletina och familjen svampmyggor. Arten är reproducerande i Sverige. Inga underarter finns listade i Catalogue of Life.